# منتخب إسبانيا لكرة القدم الشاطئية للسيدات
منتخب إسبانيا لكرة القدم الشاطئية للسيدات هو ممثل إسبانيا الرسمي في المنافسات الدولية في في فئة كرة القدم للسيدات ، يديريه الاتحاد الملكي الإسباني لكرة القدم.